# Polycycnis tortuosa
Polycycnis tortuosa är en orkidéart som beskrevs av Robert Louis Dressler. Polycycnis tortuosa ingår i släktet Polycycnis och familjen orkidéer.
Artens utbredningsområde är Panamá. Inga underarter finns listade i Catalogue of Life.